# Lyngby Kirke (Lyngby-Taarbæk Kommune)
 For alternative betydninger, se Lyngby Kirke. (Se også artikler, som begynder med Lyngby Kirke)
Lyngby Kirke ligger i Kongens Lyngby ved Lyngby Hovedgade på en bakke hævet over den omgivende bebyggelse. Bakken den nuværende kirke ligger på, er naturlig. Kirken er den ældste bygning i Lyngby og ligger med biblioteket og Bondebyen som naboer. Desuden ligger Sorgenfri Slot under 1 km fra kirken og dette har betydet, at kirken til dels også har fungeret som kirke for kongefamilien under deres ophold på slottet.

## Historie
Kirken er opført midt i 1100-tallet i romansk stil, med sengotiske øst- og vestforlængelser samt tre tilbygninger: et højgotisk tårn mod nord, forhøjet i sengotisk stil, samt et sengotisk sydkapel og et nordkapel fra o. 1765.
Kirken har formodentlig fra tidlig tid tilhørt kongen. Sognet, der fra gammel tid var krongods, kaldes i 1463 "Koningx Lyngby". Efter Reformationen kom den i al fald under kronen og blev ved rytterdistriktets oprettelse lagt under ryttergodset. I perioden 1682-1758 var Lyngby anneks til Gentofte
Efter at Arveprins Frederik i 1789 købte Sorgenfri Slot af købmand Henrik Bolten, blev Lyngby Kirke til kongefamiliens "egen" kirke når de residerede på slottet. Således medførte den nye kongelige påvirkning at Bone Falch Rønne, som var lærer for blandt andet prins Christian Frederik, i 1802 blev udnævnt til præst i Lyngby. Rønne stræbte, ligesom sin efterfølger Peter Rørdam, ihærdigt at vække og aktivere sin menighed. I 1817 stiftede han "Bibelselskab for Lyngby og omegen" og i 1820 "Lyngby evangeliske Tractat-Selskab". Dette skete med et ønske om at bringe Bibelen og gudelige skrifter ud til menigmand, der blev indbudt til særlige bibellæsninger i sognets skoler.
Fra 6. april 1868 til 26. april 1901 ejedes kirken af C.F. Tietgen som kort før sin død overdrog kirken til Lyngby-Taarbæk Kommune. Kommunen overdrog siden, i 1993, kirken til Lyngby Sogns Menighedsråd. Tietgen er begravet på kirkegården ved kirken.
11. december 1906 udskiltes ved resolution Taarbæk Sogn der havde fået egen kirke i 1864, også finansieret af C.F. Tietgen. I 1940-41 opførtes Christianskirken i sognet.

### Kirkegårde
Lyngby Kirkes gamle kirkegård er speciel i det den er anlagt på bakken rundt om kirken. Derfor blev man nødt til at skabe en række koncentriske terasser for at kunne anlægge gravstederne, hvilket dog også har givet kirkegården et meget åbent præg. Dette har også betydet at man blev nødt til at anlægge trapper, da der fremkom nogle stejle skrænter mellem terrasserne. Enkelte gravsteder fik desuden egne murede fundamenter og ofte omgivet af støbejernsgitter og nogle gange med egen trappe.
I 1851 var den gamle kirkegård ikke stor nok til den voksende befolkningen i sognet og man anlagde derfor Lyngby assistens kirkegård på Toftebæksvej, tæt på den gamle kirkegård. Da sssistenskirkegården omkring 1900 blev for lille valgte man, i stedet for at anlægge endnu en assistenskirkegård, at anlægge første afdeling af Sorgenfri Kirkegård.
I 1954 påbegyndtes anlæggelsen af Lyngby Parkkirkegård, der ligger tæt ved Danmarks Tekniske Universitet.
Kommunen havde i 1951 indbudt arkitekter til en idekonkurrence og arkitekterne Henrik Iversen og Harald Plum vandt.
Jordreguleringsarbejdet og beplantningen blev færdiggjort i 1956 og man indviede stedet til brug for begravelser i 1959.
Kapelanlægget blev derimod først påbegyndt i 1965 og afsluttet i 1967.
På den gamle kirkegård stoppede man med kistebegravelser i 1980 og urnebegravelser i 1990. Ved Lyngby-Taarbæk Kommunes overdragelse af kirken til Kongens Lyngby Sogns menighedsråd i 1993 fulgte den gamle kirkegård med. De resterende kirkegårde administreres dog stadig af kommunens kirkegårdskontor.
Det er hensigten at assistenskirkegården skal omdannes til kirkegårdspark som Assistens Kirkegård på Nørrebro.

### Kirkegårdsmonumenter
Blandt de mange gravsteder på Lyngby gamle kirkegård finder man specielt to prominente personer, nemlig C.F. Tietgen og Ferdinand Meldahl. Sidstnævnte fik sit gravsted som gave af førstnævnte.

## Kunst
Kirken har kalkmalerier, der tilskrives Brarupmesteren, som var aktiv omkring år 1500.
Maleriet Prospekt af Lyngby af en ung C.W. Eckersberg dateret 1803-1810 giver et vu mod syd til Kongens Lyngby fra Sorgenfri Slotspark.
Lyngby Kirke ses i baggrunden hævet over byen.
Man kan ane tårnets takkede gavl og den lille nordøstlige tilbygning.
En nutidig tilsvarende udsigt fra nord besværliggøres af træer og høje bygninger på Lyngby Hovedgade og Gammel Lundtoftevej.
Maleriet kan nu ses i Sal 217C på Statens Museum for Kunst som eksempel på Dansk Guldalderkunst.

## Eksterne kilder og henvisninger
- Wikimedia Commons har flere filer relateret til Lyngby Kirke
- find-vej-i-lyngby/lyngby-kirke på Lyngby-Taarbæk Kommunes hjemmeside
- Lyngby Kirke hos KortTilKirken.dk
- Lyngby Kirke hos danmarkskirker.natmus.dk (Danmarks Kirker, Nationalmuseet)